# احمدآباد (عنبرآباد)
احمدآباد (عنبرآباد)، روستایی از توابع بخش مرکزی شهرستان عنبرآباد در استان کرمان ایران است.

## جمعیت
این روستا در دهستان جهادآباد قرار دارد. براساس سرشماری مرکز آمار ایران در سال ۱۳۸۵، جمعیت آن ۱۳۰ نفر (۳۲ خانوار)، براساس سرشماری مرکز آمار ایران در سال ۱۳۹۰، سکنه آن کمتر از ۳ خانوار و براساس سرشماری مرکز آمار ایران در سال ۱۳۹۵، جمعیت آن ۷۲ نفر (۲۴ خانوار) بوده است.